# 한무관
한무관은 1954년 8 월에 이교윤 선생이 창단한 태권도 9 관 중 하나이다.